# 犯罪都市4
是一部2024年上映的韩国犯罪动作片，为《犯罪都市》系列电影的第四部，由《极限职业》《獵首密令》等电影的动作指导许明行担任导演，马东石、金武烈、朴智焕及李东辉主演。该片入围第74屆柏林影展特别展映单元，于当地时间2024年2月23日举行世界首映；同年4月24日在韩国上映。
该片在韩国上映后接连创下2024年韩国电影市场最高开画票房纪录、最高单日票房纪录，上映第5日突破350万观影人次的损益平衡点。上映第22日累计观影人次突破1000万，是《破墓》之后2024年韩国电影市场第二部获得千万观影人次的影片，也是韩国影史上第24部千万电影。

## 剧情概要
在菲律賓的某晚，一名傷痕累累的男子被三名男子追捕，隨後受傷的男子向附近的兩名巡邏的警察求助，但是沒多久又有一名男子突然出現並殺害了兩名警察與該名男子。
同時在韓國，馬錫道與小隊剛破獲毒品工廠，正打算從毒販使用的APP找出研發者時得知對方已被殺害，而死者的母親得知兒子已死受不了打擊也自殺，馬錫道與死者母親曾經有一面之緣，知道對方自殺後又獲得對方的遺書後發誓一定要將兇手繩之以法。
而兇手是一名前顧傭兵白昌基，為人心狠手辣，他在菲律賓架設非法賭博據點。他雖然完成幕後老闆張東哲的各項指示，但是張東哲屢次出爾反爾讓白昌基不滿，甚至還派人追殺他，於是他前往韓國找上張東哲算帳。
馬錫道查到整件事其實跟非法網路賭博有關，於是借調兩名網路搜查隊的隊員來協助調查，甚至還從混混口中得知以前的夷帥幫幫主張夷帥曾經經營過網路賭博，於是也將張夷帥找來協助。
而在韓國與菲律賓警方合作下破獲了非法賭博組織，而馬錫道也順利在白昌基逃離韓國時也順利逮捕他。

## 演员阵容

### 主要角色
- 马东石 饰演 马石道，轉調到首爾地方警察廳廣域搜查隊。
- 金武烈 饰演 白昌基，雇佣兵出身，在菲律賓設置网络赌博组织據點的行动負責人。
- 朴智焕 饰演 张夷帅
- 李东辉 饰演 张东哲，IT天才、虚拟币业界的年轻CEO。

### 其他角色
- 李凡秀 饰演 张泰洙，首尔地方警察厅广域搜查队组长。
- 金珉才 饰演 金万才，首尔地方警察厅广域搜查队警察，马石道的左膀右臂。
- 李智勋 饰演 杨钟洙，首尔地方警察厅广域搜查队资深警察。
- 金道建 饰演 郑大卫，首爾地方警察廳廣域搜查隊老么刑警。
- 李主傧 饰演 韩智秀，首尔地方警察厅网络搜查队主任。
- 金伸比 饰演 姜南秀，首尔地方警察厅网络搜查队数字取证组成员。
- 玄奉植 饰演 权社长
- 金英雄 饰演 万社长
- 郭子亨 饰演 千社长
- 禹康民[8]

## 制作
2022年5月，在传出第三部选角消息的同时，也有媒体报导第四部的拍摄工作将在第三部结束后立即展开。10月，曾担任《釜山行》《与神同行：罪与罚》《雞不可失》《獵首密令》等电影动作指导的许明行接受采访时表示自己将担任该片导演，他也是马东石主演电影《乌有之地》的导演。

### 选角
2022年8月26日，媒体报导金武烈、李东辉将加盟该片饰演新的反派角色，金武烈经纪公司回应正在积极商讨中。9月，正在拍摄第三部的金珉才和李凡秀均在采访中透露会继续出演第四部。11月18日，发行方ABO娱乐正式宣布马东石、金武烈、李东辉、朴智焕、李凡秀、金珉才、李智勋、李主傧参演。

### 拍摄
此片主体拍摄于2022年11月18日开始进行。2023年2月，ABO娱乐证实剧组自2月19日起开始在菲律宾取景拍摄，预计拍摄持续至同年3月。

### 损益平衡点
马东石接受采访透露该片损益平衡点为350万观影人次。

## 发行
该片入围第74屆柏林影展“特別展映”单元，这也是韩国系列电影首次入围该单元，于当地时间2024年2月23日举行世界首映；2024年4月24日在韩国正式上映。影片发行版权售至全球164个国家与地区，打破《犯罪都市》系列的销售记录，其中印度尼西亚与韩国于4月24日同步上映，澳大利亚、新西兰于4月25日上映，台湾、蒙古于4月26日上映，香港、新加坡于5月1日上映，马来西亚、文莱于5月2日上映，北美、英国于5月3日上映，柬埔寨与泰国分别于5月14日和5月30日上映。同年7月1日起提供IPTV和VOD点播服务。
2024年入选第26届上海国际电影节“多元视角”单元并进行展映。

## 反响

### 评价
影片在柏林电影节首映后，多数媒体给予该片好评，《Variety》称“这部电影非常完美”、《Screen Daily》称该片是“最刺激的娱乐动作片”、《Deadline Hollywood》称“无法拒绝的强烈趣味”以及《南華早報》称赞该片的动作戏份与幽默比前作更强烈。
韩国多家媒体指出该片影射2015年11月发生在泰国芭提雅的“芭提雅杀人案”（파타야 살인사건），片中张东哲和白昌基一伙人为了运营非法赌博网站而绑架、监禁程序员并剥削劳动的设定与真实案件极其相似，真实案件于2017年经SBS调查报道节目《想知道真相》播出后被大众熟知。

### 票房
《犯罪都市4》在韩国正式上映前的最高预售量达到84万人次，预售率高达95.5%，为韩国电影历史上最高预售纪录。上映首日获得票房82万1626名观影人次，创下2024年韩国电影市场和系列电影的最高开画票房纪录，同时跻身进入韩国电影历史开画票房纪录TOP4，前三部分别是《與神同行：最終審判》（124万6603名）、《軍艦島》（97万2161名）和《釜山行》（87万2673名）。上映第4日以121万9040名观影人次的成绩刷新2024年韩国电影市场最高单日票房纪录，也是系列电影和2018年电影《與神同行：最終審判》后的最高单日票房成绩。上映第5日突破350万观影人次的损益平衡点，首周末以将近292万观影人次的成绩夺得当周周末票房冠军，累计观影人次超过425万。
首周过后，该片分别在上映的第7日突破500万观影人次、第9日突破600万观影人次、第11日突破700万观影人次以及第13日突破800万观影人次，均为2024年韩国电影市场的最快记录。上映第22日，累计观影人次突破1000万，成为韩国影史上第24部获得千万观影人次的电影，《犯罪都市4》是2024年韩国电影市场最快达到千万票房的影片，也令《犯罪都市》成为韩国影史上首部获得“三连千万”的系列电影。《疯狂的麦克斯：狂暴女神》于5月22日在韩国上映，终结《犯罪都市4》连续28日蝉联单日票房冠军的记录。
《犯罪都市4》在2024年5月29日累计观影人次突破1113万名，超过《實尾島風雲》（1108万1000人次）位列韩国影史第21名。
| 上一届： 《功夫熊貓4》 | 2024年韓國週末票房冠軍 第17-20週 | 下一届： 《疯狂的麦克斯：狂暴女神》 |

## 续作
2023年5月，马东石接受韩国媒体采访时透露续作《犯罪都市5》和《犯罪都市6》的剧本正在创作中，剧本完成后两部电影将同时开始拍摄。2024年2月，马东石接受《国际银幕》采访时表示，《犯罪都市7》与《犯罪都市8》的剧本也在开发中，他依然会担纲4部续作的主角，而第二部与第三部的导演李相龙将会回归担任第五部的导演，第五部预计最早于2026年上映。

## 奖项荣誉
| 年份   | 颁奖礼               | 奖项       | 入围者        | 结果 | 参考   |
| ------ | -------------------- | ---------- | ------------- | ---- | ------ |
| 2024年 | 第44届黄金摄影奖     | 最佳男配角 | 金民宰        | 獲獎 | [ 47 ] |
| 2024年 | 2024首尔国际电影大奖 | 最佳电影   | 《犯罪都市4》 | 獲獎 | [ 48 ] |